# のらんマイ・カー

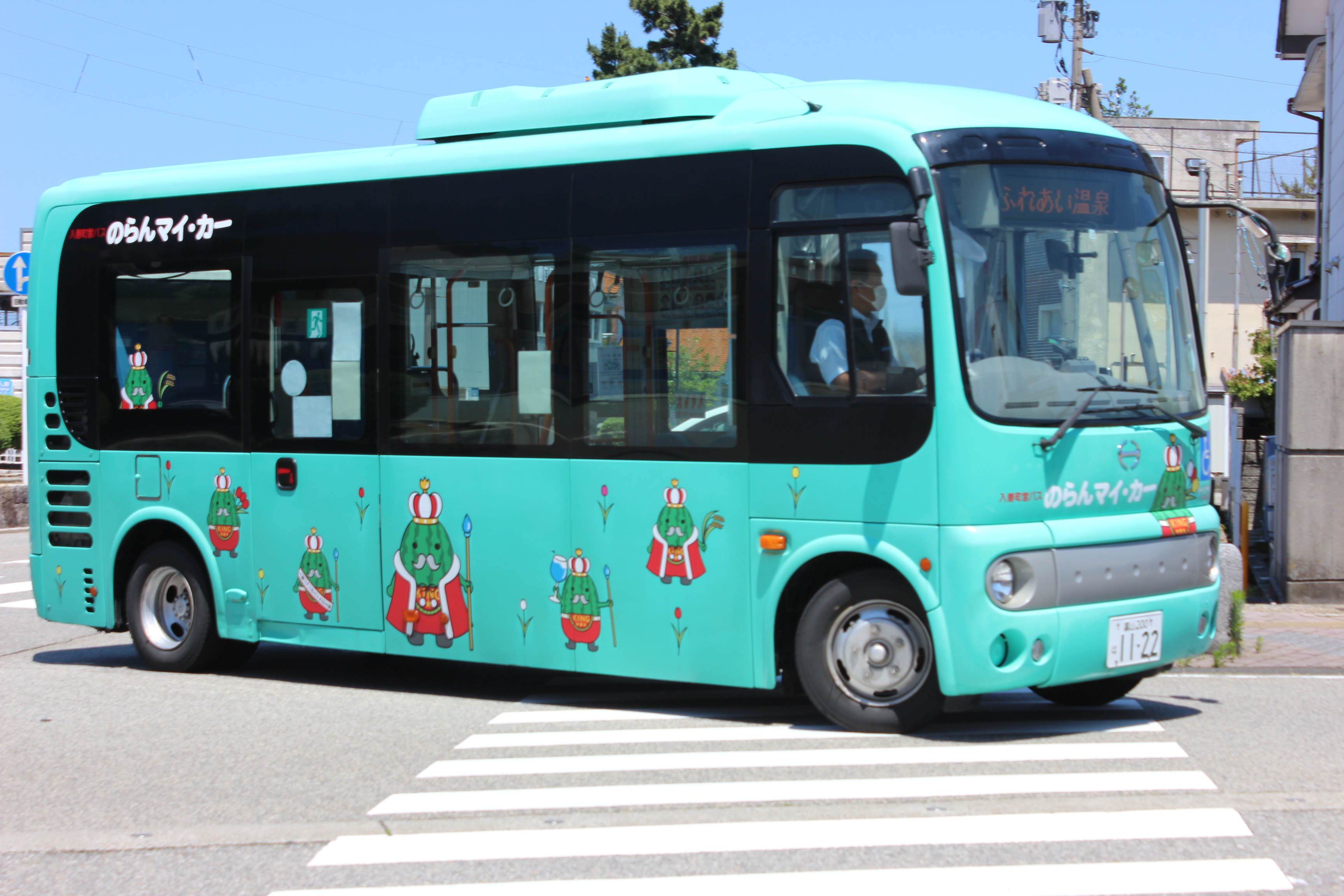
のらんマイ・カー（現行車両、入善駅前にて）

のらんマイ・カーは、富山県下新川郡入善町の町営コミュニティバス。入善町営バスとも称される。バスの名称は公募で選ばれ、富山弁で「乗ろうよ」を意味する「乗らんまいか」が愛称として採用された。
かつては富山地方鉄道に運行を委託していたが、現在は入善町が道路運送法に基づく自家用自動車（白ナンバー）バスでの有償運行を行っている（いわゆる80条バス）。

## 概要
1999年6月1日から運行を開始し、のちに愛本 - 入善線が富山地方鉄道から移管された。入善駅周辺の区間を除き、フリー乗降制が採用されている。
2012年11月12日に大幅に路線とダイヤが変更され、それまでの隔日運行を改めて毎日運行されるようになった。2015年7月27日に路線・ダイヤが改正。入善町内デマンド交通「ウチマエくん」導入に伴い、路線および運行本数を削減。

## 運賃
- 1乗車 200円
- 回数券 2000円（11枚綴り）
- 定期券：一般・通学・シルバー（65歳以上）の3区分で、期間により3種類設定（1か月・3か月・6か月）

割引制度
- 未就学児、第1種身体障害者手帳・療育手帳・1級精神障害者保健福祉手帳交付者の介護人：無料
- 身体障害者手帳・療育手帳ならびに精神障害者保健福祉手帳交付者：100円（5割引の運賃）
- 「町営バス運賃等割引カード」交付者（運転免許証を返納した入善町内在住の65歳以上が対象）：100円（5割引の運賃）

## 路線
2018年9月1日改正分。特記がないものは12月30日から1月3日までの運休期間を除き毎日運行。
舟見線
- 入善駅前 - 中沢公民館 - ふれあい温泉
  - ふれあい温泉発入善駅前行きに限り、町民会館・入善南公園・きららの里・入善西口の各バス停を経由。

新屋線（朝夕に運行）
- 中沢公民館 - 新屋 - 入善駅前
- 宇奈月市民サービスセンター（愛本駅） - 新屋 - 入善駅前
  - 中沢公民館6時50分発入善駅前行きのバスに限り、土曜日・日曜日は運休となる。

### 鉄道との接続
- あいの風とやま鉄道線
  - 入善駅
- 富山地方鉄道本線
  - 愛本駅

## 車両
現行車両

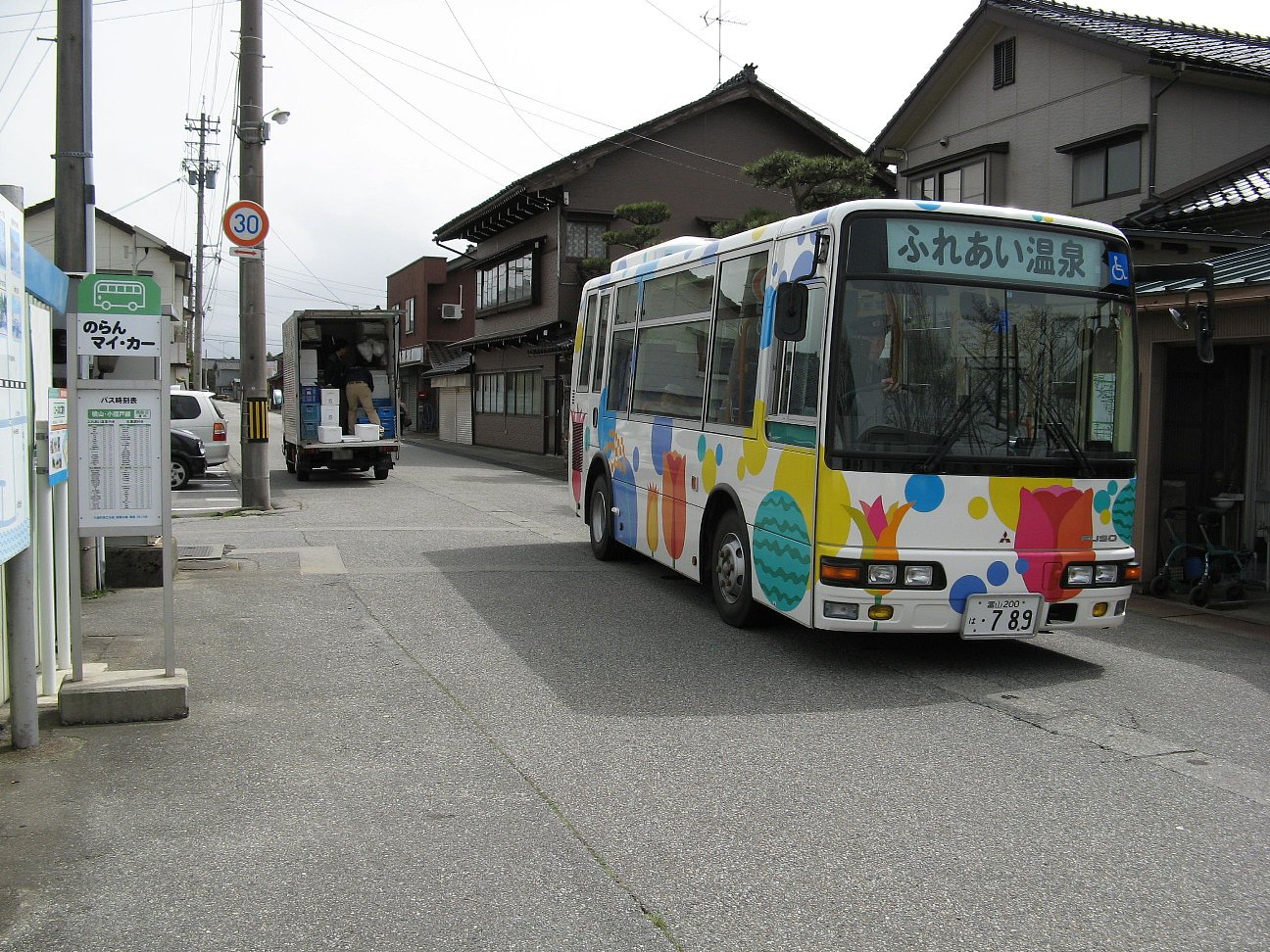
西入善駅前にて（旧車両、2007年4月撮影）

- 日野・ポンチョ（のらんマイ・カー、車両デザインには入善町のマスコット「ジャンボ〜ル三世」が描かれている）

旧車両
- トヨタ・ハイエース（200系、入善新幹線ライナー）
- 三菱ふそう・エアロミディME